# كريم محسن
كريم محسن (8 أكتوبر 1982 -)، مغني ومؤلف أغاني وملحن مصري.

## حياته ونشأته
ولد في الإمارات لأبوين مصريين من عائلة فنية حيث كان ابوه محسن عزت شاعرا معروفاً وله شقيقة تخرجت من كلية الفنون الجميلة. وعاد لبلده مصر بعمر الخامسة عشر عاش بمنطقة الزيتون وحصل على بكالوريوس إدارة أعمال من إحدى الجامعات الخاصة.

## مسيرته
تأثر وعشق الموسيقى منذ طفولته وذلك نظراً لأن والده الشاعر الغنائى «محسن عزت» الذي قدم العديد من الأغنيات للمطربين أمثال «ماهر العطار» و «محمد العزبي» وشارك «كريم» في الحفلات المدرسية بالغناء وأيضاً بالعزف على العديد من الآلات الموسيقية.
وقرر بعد ذلك أن يحترف الغناء فشارك في دويتو مع المطرب شادي حداد بعنوان «يلا مع السلامة» وتم تصويره مع المخرج «طارق العريان».

## أعماله
ثم قرر بعدها الاتجاه إلى التلحين وترك مجال الغناء لفترة.. وبالفعل قدم عدد من الألحان من بينهم "وعد عليا" للمطربة "
زيزي" و "ارتاح وريحني" للمطربة "كارول صقر".
وأثناء ذلك قام بإعداد لحن خاص لـ «تامر حسني» وأخذ يبحث كيف يلتقى به ويعرفه بنفسه وعن طريق صديق له التقى مع «تامر حسنى» في أحد الأماكن العامة بمصر الجديدة وأسمعه اللحن، وكان لحن أغنية «هاعيش حياتي» كلمات «وليد الغزالي» وتوزيع «كريم عبد الوهاب» فأعجب «تامر» به وبموهبته وقرر أن يتبناه فنياً ويقف بجواره ويعيد اكتشافه.
وبالفعل جمعت الصداقة بين «كريم محسن» و «تامر حسني» وزاد اقتناع «تامر» بـ «كريم» وأخذ منه مجموعة من الألحان في البوم «هاعيش حياتى» مثل «كل اللى فات» و «يا تاعبة كل الناس» و «حياتى فداك» وأيضاً لحنين في فيلم «عمر وسلمى 2» وهما «شوفى بقى» و «ماليش بعدك» والتي شارك فيها «كريم» بالغناء مع «تامر».
وفي ألبوم تامر حسني الموالي «اخترت صح» لحن له كلاً أغاني «لو هاكون غير ليك» وأيضاً «مستنى اليوم» و «لأول مرة» التي غناها «تامر» في فيلم «نور عيني» وقام تامر حسني بمساندته بدور في فيلم «نور عيني» ثم قاما بغناء دويتو معا في أغنية مابنساش وأغنية «يا سلام» وأغنية «عرفت تغير من نفسها» و "come back to me" و "sweet melody".

## ألبومات
وفي عام 2010 قدم البومه الأول «كل الكلام» وحقق نجاحاً فنياً وجماهيرياً.
في أواخر 2013 أصدر أغنية «حلو أوي الجو دا» والتي تظهره بنمط موسيقي جديد كليا وشارك معه مغني الراب أحمد الأسطة الملقب بأسطة، وطرح كريم ألبومه الجديد «عن تجربة» عام 2013 ثم اصدر اخر البوم له (انا عربي)أول 2016
ألبوم عاندنا ليه 2023.